# Leopoldo de’ Medici

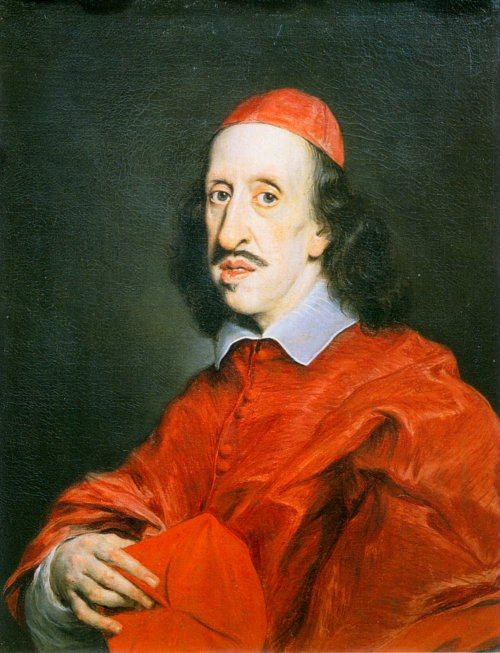
Kardinal Leopoldo de’ Medici, Porträt von Giovanni Battista Gaulli

Leopoldo de’ Medici (* 6. November 1617 in Florenz; † 10. November 1675 ebenda) war ein italienischer Kardinal und Kunstförderer.

## Leben und Wirken
Der jüngste Sohn des toskanischen Großherzogs Cosimo II. und der Maria Magdalena von Österreich war Mitglied der einflussreichen Medici-Familie. Von der Mutter hatte er die Habsburger Unterlippe geerbt.
Er wurde 1667 von Clemens IX. zum Kardinal erhoben, 1668 folgte die Ernennung zum Kardinaldiakon von Santi Cosma e Damiano. 1670 wechselte er zu Santa Maria in Cosmedin. De Medici war an den Wissenschaften interessiert und bewirkte 1638 eine Wiedergründung der Platonischen Akademie, wie sie zu dieser Zeit nicht unüblich waren. Die der Naturbeobachtung und dem wissenschaftlichen Experiment verschriebene Accademia del Cimento regte er 1657 zusammen mit seinem Bruder, dem regierenden Großherzog Ferdinando II., an.
Leopoldo war auch ein passionierter Kunstsammler, viele der von ihm zusammengetragenen Stücke sind heute in den Uffizien zu sehen. Die umfassende Korrespondenz mit zahlreichen Künstlern und Kunstagenten in ganz Europa wurde auszugsweise in sechs Bänden publiziert.